# Vascello
Il vascello fu un tipo di nave da guerra a vela sviluppato dal galeone a partire dal XVII secolo e che divenne la principale nave da battaglia delle marine militari dal primo decennio del XVIII secolo. Vennero utilizzate fino al primo ventennio del XIX, essendo le protagoniste dei mari durante le guerre napoleoniche, in cui raggiunsero l’apice della loro gloria.

## Descrizione
Possiamo chiaramente fissare il periodo storico (piuttosto poco studiato ma per ciò stesso interessante) nel quale i primi vascelli si affrancarono dai galeoni veri e propri in un processo di sperimentazione di nuove forme e strutture che produsse tutta una serie di ibridi intermedi fra le due tipologie di imbarcazione, testimoniati dalle numerose stampe e dipinti che ci sono pervenuti. Si osservano imbarcazioni già chiaramente classificabili come vascelli ma con ancora due alberi di mezzana, galeoni con i primi alberetti di parrocchetto di bompresso e con le prime vele quadre di contromezzana (anche talora presenti su due alberi di mezzana).
La poppa si evolse nei primi due decenni del '600 dalla linearità delle forme affilate e torreggianti del galeone alla complessità barocca delle gallerie del vascello del XVII sec., in cui da due a quattro file sovrapposte di ariose finestrature si aprono dietro balaustrate sempre più fastosamente e fantasiosamente decorate, intervallate da statue che, più piccole e numerose nei legni inglesi, nelle navi francesi divennero, verso la metà del secolo, enormi; pompose polene iniziarono parimenti ad appesantire lo sperone di prora dei vascelli per manifestare la gloria e la potenza delle rispettive marine, attingendo ad un repertorio scultoreo pressoché inesauribile di figure allegoriche, zoomorfe e mitologiche, legate al nome del particolare vascello che ornavano.
Immensi vascelli a tre ponti armati dalle marine più potenti del tempo (Spagna, Inghilterra e Francia) solcarono numerosi i mari del XVII secolo armati da tre file continue di pesanti cannoni riccamente ornati, anch'essi, di bronzo e di ferro, più numerosi altri pezzi di minor calibro sui casseri e i castelli.
Verso la fine del XVIII secolo si ridusse l'importanza dei grandi legni da guerra a causa dei loro costi di gestione e della maggiore flessibilità d'uso della più piccola ma agile fregata. Quest'ultima però non rimpiazzò il vascello nell'uso operativo perché questo mantenne superiore potenza di fuoco, capacità d'incassare i colpi nemici e trasportare grossi contingenti di truppe su lunghe distanze.
Il vascello di linea rimase la principale nave da battaglia europea (e delle potenze mediterranee come l'impero ottomano, oltre che degli Stati Uniti d'America) fino alla comparsa delle navi corazzate a vapore. In particolar modo la pirofregata e la pirofregata corazzata risultarono superiori al pirovascello, tanto che le prime corazzate furono chiamate "fregate corazzate". Il dualismo vascello-fregata continuò però come corazzata-incrociatore.

## Evoluzione tecnica

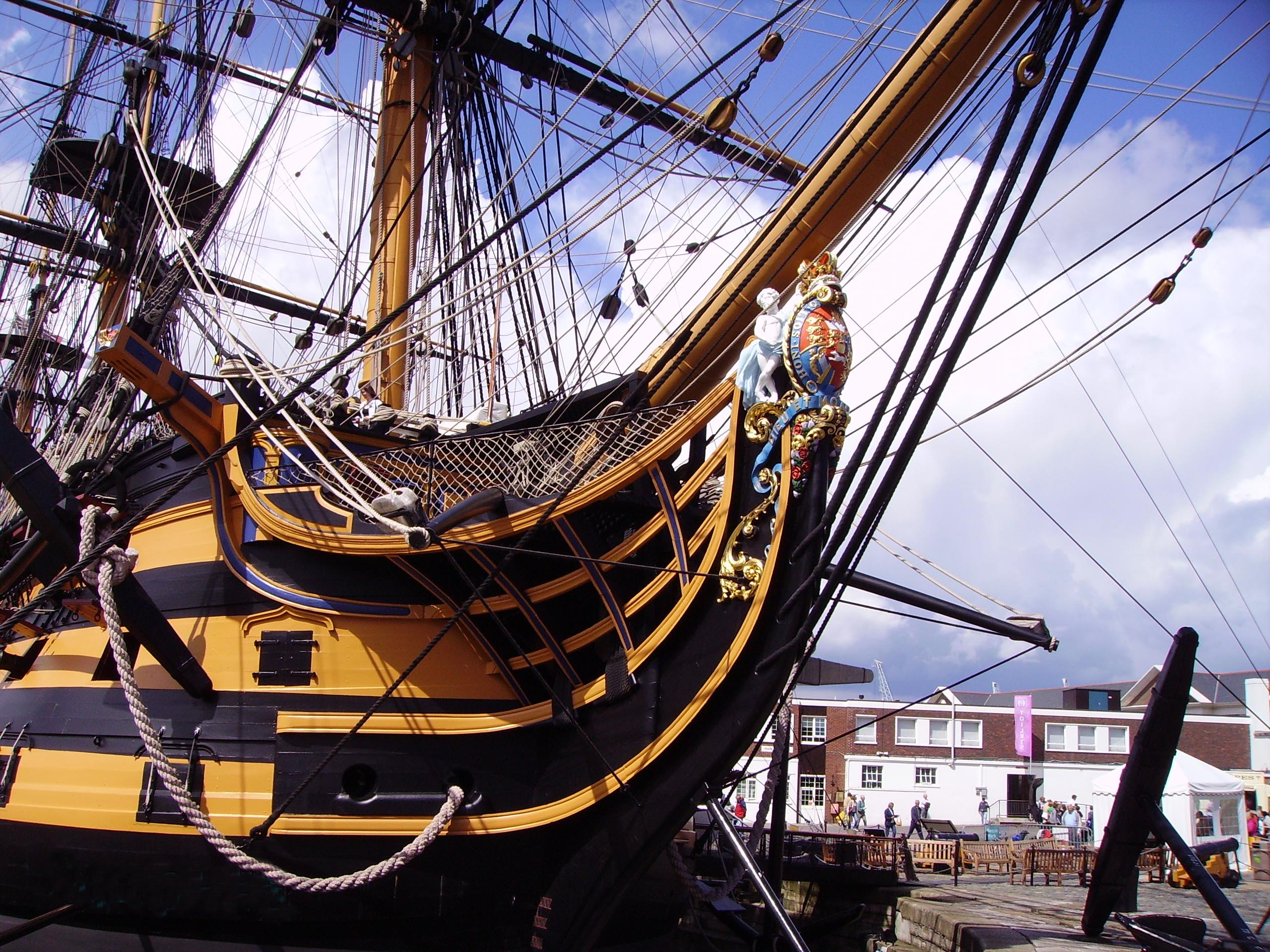
Definita dallo storico inglese Philip Watts «l'abbazia di Westminster della marina Reale», la Victory, la nave ammiraglia dove Lord Nelson trovò la morte, riposa oggi nel bacino n. 2 a Portsmouth.

Il XVII secolo è caratterizzato da alcune importanti innovazioni che porteranno, nelle marine militari di tutto il mondo, alla creazione del vascello.
La prima di queste innovazioni, adottata per prima dalla marina britannica, fu la formazione della linea di fila per il combattimento navale. Infatti nel 1653, per la prima volta, le Fighting Instructions (ovvero il codice di condotta della battaglia navale) dell'Ammiragliato britannico indicavano la "linea di fila" come la più efficiente disposizione tattica delle unità per un combattimento navale. Questa formazione avrebbe avuto la massima efficacia se ogni unità impiegata avesse avuto analoghe prestazioni: cioè a condizione che «tutte le navi che la compongono possano avere la medesima velocità, siano in grado di manovrare nello stesso modo e dispongano di un armamento sufficiente per evitare che una unità si trovi contro una nave nemica con volume di fuoco superiore». Di conseguenza le navi militari vennero classificate secondo il loro potenziale bellico, ovvero in base al numero di cannoni imbarcati, ed alla loro velocità. Nella I, II e III classe vennero inquadrati i vascelli da battaglia, nella IV classe le navi destinate alla scorta di convogli ed alle spedizioni in acque straniere, nella V classe le unità destinate alla esplorazione ed alle trasmissioni, nella VI infine le unità guardacoste.
La seconda innovazione, di gran lunga la più importante, fu quella che condusse, attraverso migliorie tecniche e scientifiche, ad un perfezionamento della vela nonché dell'armamento. Uno dei più grandi innovatori del secolo fu sir Anthony Deane al quale si devono i primi studi sul rapporto tra i pesi imbarcati e la forma della carena. Verso la fine del secolo, però, i vascelli francesi, più stabili e veloci, erano considerati il prodotto di punta della cantieristica europea. La struttura del vascello di linea, la capital ship delle flotte europee, era particolarmente robusta grazie all'adozione della doppia ordinata. In questo modo l'elemento strutturale principale dello scafo veniva raddoppiato, conferendo all'ossatura una resistenza mai ottenuta prima. Anche il tipo di legname fu sostituito, passando gradatamente dal rovere (quercus robur) al teak, scoperto alla fine del XVIII secolo.
I pennoni, gli alberi e le verghe erano solitamente in abete. Il fasciame, in quercia, veniva fissato alle ordinate con dei cunei di legno, detti caviglie, e non più da chiodi metallici, facilmente deteriorabili. Il fasciame spesso veniva raddoppiato di spessore e poteva raggiungere facilmente lo spessore di 60 cm, una muraglia che poteva resistere all'impatto dei colpi d'artiglieria dell'epoca. Per la costruzione di questa struttura potevano essere impiegate 2.000 piante di quercia, i cui elementi curvi erano ricavati direttamente dalla forma naturale degli alberi, in tal modo se ne aumentava la robustezza. La parte immersa dello scafo veniva protetto dal mare e dai parassiti con uno strato di catrame e con uno spessore di tavole di olmo di un paio di centimetri. Attaccando questo strato, la teredine, il vorace verme marino, divoratore del legno, non danneggiava lo scafo sottostante.
Nel 1761, in Gran Bretagna, venne adottata per la prima volta la tecnica della protezione degli scafi attraverso delle lastre di rame lungo la carena. Sino alla fine del XVIII secolo la carena era bianca, colorazione dovuta al pattume con cui veniva dipinta, parte essenziale del sistema di protezione, una miscela di zolfo, sego, minio, olio di pesce e catrame. A questi ingredienti venne poi aggiunto catrame minerale, che conferì il classico colore nero che ebbero i vascelli fino alla metà circa dell'Ottocento. La colorazione delle fiancate nella seconda metà del XVIII sec. era solitamente nera con bande giallo ocra dove si aprivano le file dei sabordi dei cannoni, internamente dipinti in rosso, mentre esternamente erano neri: ne risultava un motivo a scacchi detto "scacchiera di Nelson". Questa è la livrea ad esempio del HMS Victory. In seguito la decorazione in giallo divenne bianca, mentre tutto l'interno della nave era appunto di color rosso ocra come le attrezzature quali paratie, pompe, cabestani, bitte, scale e affusti tranne i soli tavolati dei ponti.
Verso la metà del XVII secolo come si è detto sopra la decorazione dei vascelli raggiunse vette di complessità e sontuosità mai più eguagliate, riflesso del gusto artistico e architettonico dell'epoca, il barocco. Da prua a poppa le navi erano ornate da ricche decorazioni, sculture, ghirlande di fiori, cornucopie, grottesche... in molti casi anche intorno ai portelli dei cannoni delle file più alte. 
Erano montati sul coronamento dello specchio di poppa da uno a cinque fanali (enormi e sfarzosi nella marina continentale) e sugli specchi di prua (paratia che chiudeva i ponti di mezzo e di coperta della nave a prua, sopra la lunetta),sulle fiancate e sotto le gallerie di poppa specie nei vascelli inglesi per un certo periodo di tempo era invalso l'uso di dipingere anche motivi decorativi fra i più vari. 
lo stile ornamentale diverso delle varie marine nel XVII sec. rendeva peraltro immediatamente distinguibili inglesi, francesi, spagnoli ed olandesi.
Col passare degli anni dette decorazioni vennero progressivamente semplificate e poi abbandonate, sia per ragioni economiche che pratiche, tanto che verso il 1750 le decorazioni più pesanti erano scomparse quasi del tutto, mentre rimaneva comunque l'uso di porre sulla cima della ruota di prora una polena che raffigurava ciò che dava il nome alla nave (figure umane o animali) oppure un leone rampante.

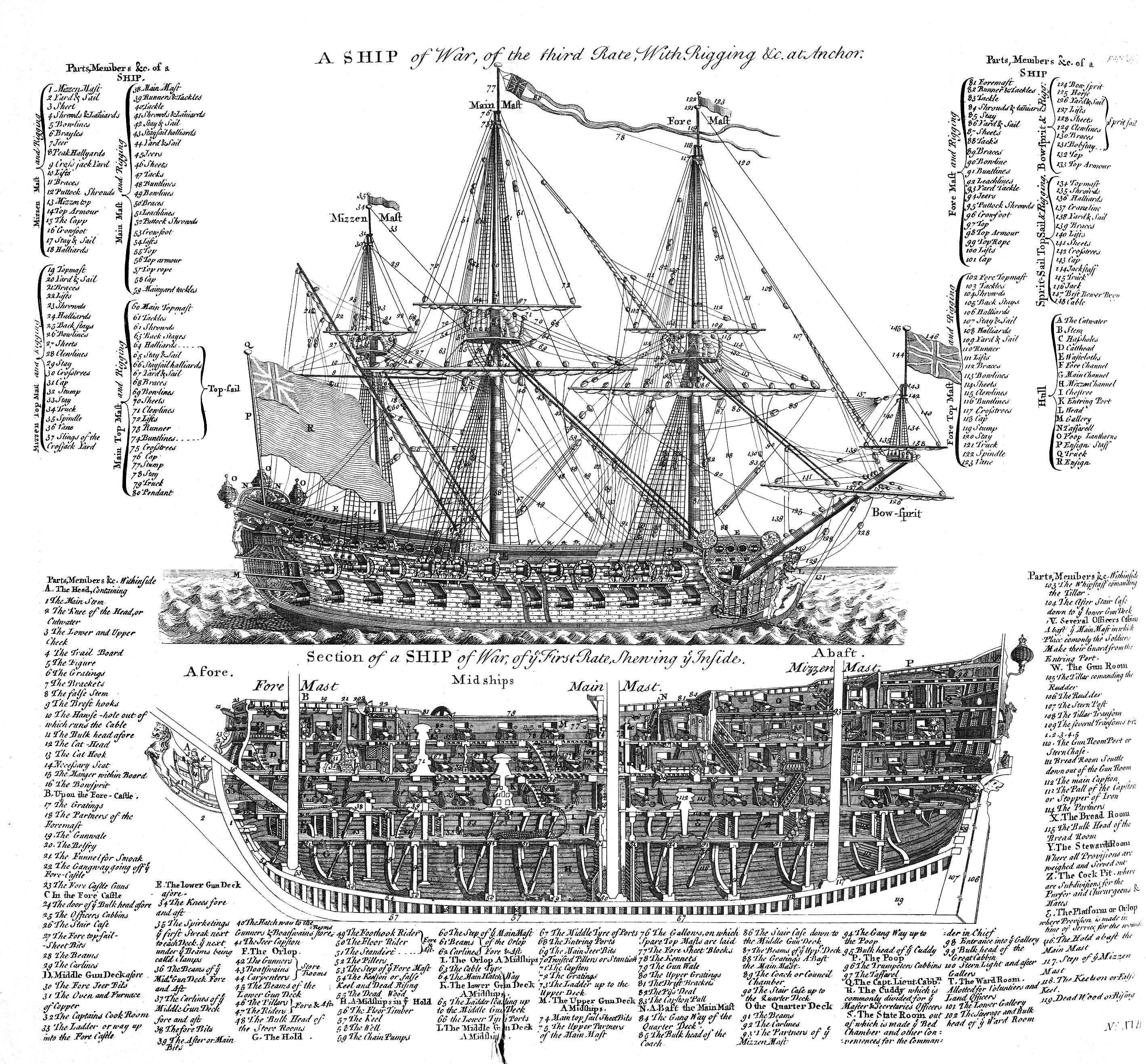
Disegni di navi da guerra di III e I classe, 1728.

Agli inizi del XVIII secolo venne adottato il timone a ruota al posto della barra di comando. La poppa rimase quadrata fino al 1804, quando l'architetto navale Robert Seppings costruì, per il vascello di II classe Namur, una poppa rotonda, molto più facile da costruire e robusta. Lo spazio sottocoperta era suddiviso in due o tre ponti completi di batteria, mentre gli alberi erano suddivisi in tre sezioni, tronco maggiore, albero di gabbia ed alberetto di velaccio, tutte armate con vele quadre. L'albero di mezzana possedeva ancora una vela latina, col tempo poi divenuta aurica verso la metà del XVIII sec., detta randa, sormontata a da un'altra vela quadra, la mezzana cui poi nel XVIII si aggiungerà una contromezzana. nel primo quarto del XVIII secolo scomparve l'albero di parrocchetto di bompresso, il piccolo albero verticale che sormontava l'albero di bompresso (albero in direzione obliqua alla linea di galleggiamento, a prua della nave), che dava molti problemi.  Fu sostituito dall'asta di fiocco, un'asta che prolungava il bompresso cui si assicuravano la vela di fiocco, controfiocco ed eventuale trinchettina. Sono vele triangolari che si possono notare ancora oggi sui velieri più moderni. Vele simili vennero montate anche tra gli alberi, dette vele di straglio, per aumentare la manovrabilità della nave.  Allo stesso modo, verso l'inizio dell'800 cadde in disuso la vela di civada e di controcivada, normalmente inferita sull'omonimo pennone, ortogonale al bompresso. Il pennone in questione acquisì la funzione di dare angolatura opportuna alle manovre fisse di ritenuta laterale dell'albero di bompresso.
I pennoni vennero dotati di marciapiedi, cimette dove i marinai potevano mettere i piedi durante le manovre alle vele.  Le colubrine installate a bordo raggiungevano le 42 libbre. Le marine, con alcune minime varianti, dividevano le unità in vascelli di prima classe, con più di cento cannoni a bordo, vascelli di seconda classe, con più di ottanta cannoni, vascelli di terza classe, con più di sessanta cannoni, vascelli di quarta classe, con più di quaranta cannoni, vascelli di quinta classe, con più di trenta cannoni e vascelli di sesta classe, con almeno venti cannoni. A quest'ultima categoria appartenevano le fregate, mentre le unità con meno di 20 cannoni non erano raggruppate in alcuna classe e comprendevano principalmente golette, cutter e brigantini. A seconda delle classi il tonnellaggio andava dalle 5.000 t alle 800 t.
Le navi dalla prima alla sesta classe erano solitamente comandate da un capitano di vascello, mentre i velieri minori erano sotto la responsabilità dei cosiddetti capitani di fregata, chiamati Master and Commander nella marina inglese.
La linea di combattimento, a cui si è accennato più sopra, aveva lo scopo di evitare l'attacco al solo punto debole del vascello: la poppa. Senza la protezione delle paratie trasversali un colpo di cannone che l'avesse centrata avrebbe potuto provocare danni molto gravi devastando i ponti da poppa a prora (colpo d'infilata).

## Vascelli famosi
- Soleil Royal (1669)
- Gouden Leeuw
- Santísima Trinidad
- L'Orient
- HMS Victory (1765)
- Vasa (1628)